# Dryophilus densipilis
Dryophilus densipilis is een keversoort uit de familie klopkevers (Anobiidae). De wetenschappelijke naam van de soort is voor het eerst geldig gepubliceerd in 1872 door Abeille de Perrin.